# Ämter für Ernährung, Landwirtschaft und Forsten

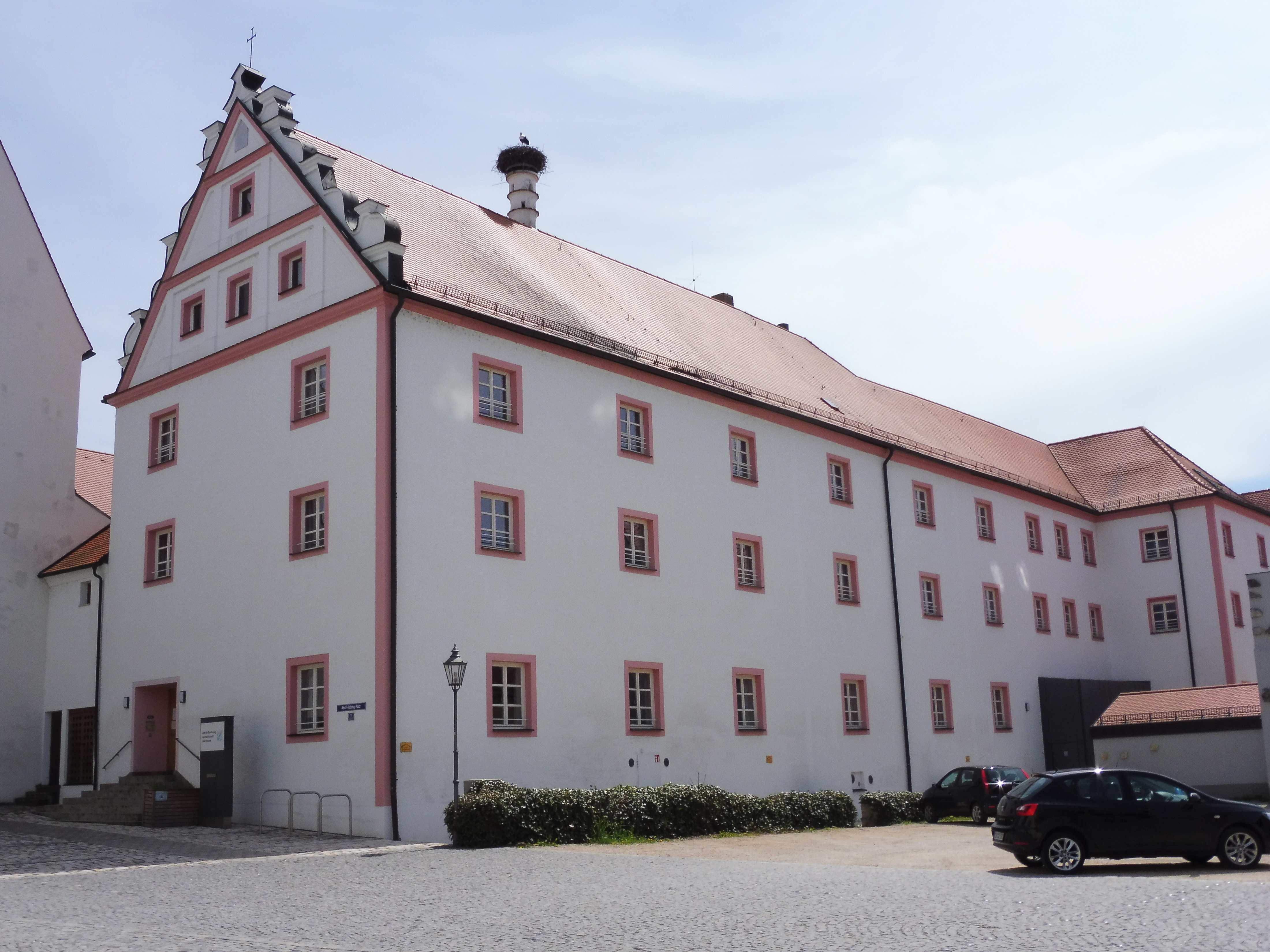
AELF Abensberg im Nordtrakt des ehemaligen Karmelitenklosters Abensberg

Die Ämter für Ernährung, Landwirtschaft und Forsten (ÄELF) (Singular: Amt für Ernährung, Landwirtschaft und Forsten, AELF) sind in Bayern 32 Untere Verwaltungsbehörden im Geschäftsbereich des Bayerischen Staatsministeriums für Ernährung, Landwirtschaft, Forsten und Tourismus. Das Amtsgebiet wird über die Gebiete der Landkreise und kreisfreien Städte definiert. Rechtsgrundlage ist die Verordnung über die Ämter für Ernährung, Landwirtschaft und Forsten (AELFV).

## Aufgaben
- Die Ämter für Ernährung, Landwirtschaft und Forsten (AELF) sind regionale Behörden in Bayern, die vielfältige Aufgaben im Bereich der Land- und Forstwirtschaft sowie der Ernährung erfüllen. Sie unterstützen land- und forstwirtschaftliche Betriebe durch Beratung, Bildung und Förderung, insbesondere in Fragen der nachhaltigen Bewirtschaftung, Tierhaltung, Pflanzenbau und ökologischen Landwirtschaft. Zudem begleiten sie Landwirte bei der Umsetzung von Förderprogrammen und agrarpolitischen Maßnahmen. Neben diesen Aufgaben, die an allen Ämtern für Ernährung, Landwirtschaft und Forsten angeboten werden, sind an einzelnen Ämtern auf Sachgebiete mit überregionalen Aufgaben, beispielsweise im Bereich der Prüfung und Kontrollen, eingerichtet.
- Ein weiterer Schwerpunkt liegt in der Forstwirtschaft: Die Ämter beraten Waldbesitzer zur Pflege und Nutzung ihrer Wälder, fördern eine naturnahe Waldbewirtschaftung und unterstützen den Waldumbau im Hinblick auf den Klimawandel.
- Im Bereich Ernährung setzen die AELF auf Verbraucherbildung, Gesundheitsförderung und Ernährungsbildung – etwa durch Angebote für Familien, Schulen und Kitas.
- Die Aufgaben der ÄELF sind in der Geschäftsordnung für die Ämter für Ernährung, Landwirtschaft und Forsten (AELFGO)[2] vom 1. Juli 2021 verankert.

## Amtsgebiete
| Regierungsbezirk | AELF Name und Sitz        | Außenstelle                            | Amtsbereich – Landkreis, Kreisfreie Stadt |
| ---------------- | ------------------------- | -------------------------------------- | ----------------------------------------- |
| Oberbayern       | Ebersberg-Erding          | Moosburg an der Isar                   | Ebersberg                                 |
| Oberbayern       | Ebersberg-Erding          | Moosburg an der Isar                   | München                                   |
| Oberbayern       | Ebersberg-Erding          | Moosburg an der Isar                   | München (Stadt)                           |
| Oberbayern       | Ebersberg-Erding          | Moosburg an der Isar                   | Erding                                    |
| Oberbayern       | Ebersberg-Erding          | Moosburg an der Isar                   | Freising                                  |
| Oberbayern       | Fürstenfeldbruck          |                                        | Dachau                                    |
| Oberbayern       | Fürstenfeldbruck          | Fürstenfeldbruck                       |                                           |
| Oberbayern       | Fürstenfeldbruck          | Landsberg am Lech                      |                                           |
| Oberbayern       | Ingolstadt – Pfaffenhofen | Eichstätt, Schrobenhausen              | Eichstätt                                 |
| Oberbayern       | Ingolstadt – Pfaffenhofen | Eichstätt, Schrobenhausen              | Ingolstadt (Stadt)                        |
| Oberbayern       | Ingolstadt – Pfaffenhofen | Eichstätt, Schrobenhausen              | Neuburg-Schrobenhausen                    |
| Oberbayern       | Ingolstadt – Pfaffenhofen | Eichstätt, Schrobenhausen              | Landkreis Pfaffenhofen an der Ilm         |
| Oberbayern       | Holzkirchen               |                                        | Bad Tölz-Wolfratshausen                   |
| Oberbayern       | Holzkirchen               | Miesbach                               |                                           |
| Oberbayern       | Rosenheim                 |                                        | Rosenheim                                 |
| Oberbayern       | Rosenheim                 | Rosenheim (Stadt)                      |                                           |
| Oberbayern       | Töging am Inn             |                                        | Altötting                                 |
| Oberbayern       | Töging am Inn             | Landkreis Mühldorf am Inn              |                                           |
| Oberbayern       | Traunstein                |                                        | Berchtesgadener Land                      |
| Oberbayern       | Traunstein                | Traunstein                             |                                           |
| Oberbayern       | Weilheim in Oberbayern    | Schongau                               | Garmisch-Partenkirchen                    |
| Oberbayern       | Weilheim in Oberbayern    | Schongau                               | Starnberg                                 |
| Oberbayern       | Weilheim in Oberbayern    | Schongau                               | Weilheim-Schongau                         |
| Niederbayern     | Abensberg – Landshut      |                                        | Kelheim                                   |
| Niederbayern     | Abensberg – Landshut      | Landshut                               |                                           |
| Niederbayern     | Abensberg – Landshut      | Landshut (Stadt)                       |                                           |
| Niederbayern     | Passau                    |                                        | Passau                                    |
| Niederbayern     | Passau                    | Passau (Stadt)                         |                                           |
| Niederbayern     | Landau – Pfarrkirchen     |                                        | Rottal-Inn                                |
| Niederbayern     | Landau – Pfarrkirchen     | Dingolfing-Landau                      |                                           |
| Niederbayern     | Regen                     | Waldkirchen                            | Freyung-Grafenau                          |
| Niederbayern     | Regen                     | Waldkirchen                            | Regen                                     |
| Niederbayern     | Deggendorf – Straubing    |                                        | Deggendorf                                |
| Niederbayern     | Deggendorf – Straubing    | Straubing-Bogen                        |                                           |
| Niederbayern     | Deggendorf – Straubing    | Straubing (Stadt)                      |                                           |
| Oberpfalz        | Amberg – Neumarkt         |                                        | Amberg-Sulzbach                           |
| Oberpfalz        | Amberg – Neumarkt         | Amberg (Stadt)                         |                                           |
| Oberpfalz        | Amberg – Neumarkt         | Neumarkt in der Oberpfalz              |                                           |
| Oberpfalz        | Cham                      | Waldmünchen                            | Cham                                      |
| Oberpfalz        | Regensburg – Schwandorf   | Pielenhofen Nabburg Neunburg vorm Wald | Regensburg                                |
| Oberpfalz        | Regensburg – Schwandorf   | Pielenhofen Nabburg Neunburg vorm Wald | Regensburg (Stadt)                        |
| Oberpfalz        | Regensburg – Schwandorf   | Pielenhofen Nabburg Neunburg vorm Wald | Schwandorf                                |
| Oberpfalz        | Tirschenreuth – Weiden    | Kemnath Pressath                       | Tirschenreuth                             |
| Oberpfalz        | Tirschenreuth – Weiden    | Kemnath Pressath                       | Neustadt an der Waldnaab                  |
| Oberpfalz        | Tirschenreuth – Weiden    | Kemnath Pressath                       | Weiden in der Oberpfalz (Stadt)           |
| Oberfranken      | Bamberg                   | Scheßlitz                              | Bamberg                                   |
| Oberfranken      | Bamberg                   | Scheßlitz                              | Bamberg (Stadt)                           |
| Oberfranken      | Bamberg                   | Scheßlitz                              | Forchheim                                 |
| Oberfranken      | Bayreuth – Münchberg      | Bad Steben Wunsiedel                   | Bayreuth                                  |
| Oberfranken      | Bayreuth – Münchberg      | Bad Steben Wunsiedel                   | Bayreuth (Stadt)                          |
| Oberfranken      | Bayreuth – Münchberg      | Bad Steben Wunsiedel                   | Hof                                       |
| Oberfranken      | Bayreuth – Münchberg      | Bad Steben Wunsiedel                   | Hof (Stadt)                               |
| Oberfranken      | Bayreuth – Münchberg      | Bad Steben Wunsiedel                   | Wunsiedel im Fichtelgebirge               |
| Oberfranken      | Coburg – Kulmbach         | Bad Staffelstein Lichtenfels           | Coburg                                    |
| Oberfranken      | Coburg – Kulmbach         | Bad Staffelstein Lichtenfels           | Coburg (Stadt)                            |
| Oberfranken      | Coburg – Kulmbach         | Bad Staffelstein Lichtenfels           | Lichtenfels                               |
| Oberfranken      | Coburg – Kulmbach         | Kronach Stadtsteinach                  | Kronach                                   |
| Oberfranken      | Coburg – Kulmbach         | Kronach Stadtsteinach                  | Kulmbach                                  |
| Mittelfranken    | Ansbach                   | Heilsbronn                             | Ansbach                                   |
| Mittelfranken    | Ansbach                   | Heilsbronn                             | Ansbach (Stadt)                           |
| Mittelfranken    | Fürth – Uffenheim         | Erlangen Neustadt an der Aisch         | Erlangen-Höchstadt                        |
| Mittelfranken    | Fürth – Uffenheim         | Erlangen Neustadt an der Aisch         | Erlangen (Stadt)                          |
| Mittelfranken    | Fürth – Uffenheim         | Erlangen Neustadt an der Aisch         | Fürth                                     |
| Mittelfranken    | Fürth – Uffenheim         | Erlangen Neustadt an der Aisch         | Fürth (Stadt)                             |
| Mittelfranken    | Fürth – Uffenheim         | Erlangen Neustadt an der Aisch         | Nürnberg (Stadt)                          |
| Mittelfranken    | Fürth – Uffenheim         | Erlangen Neustadt an der Aisch         | Neustadt an der Aisch-Bad Windsheim       |
| Mittelfranken    | Roth – Weißenburg         | Hersbruck Gunzenhausen                 | Nürnberger Land                           |
| Mittelfranken    | Roth – Weißenburg         | Hersbruck Gunzenhausen                 | Roth                                      |
| Mittelfranken    | Roth – Weißenburg         | Hersbruck Gunzenhausen                 | Schwabach (Stadt)                         |
| Mittelfranken    | Roth – Weißenburg         | Hersbruck Gunzenhausen                 | Weißenburg-Gunzenhausen                   |
| Unterfranken     | Bad Neustadt an der Saale | Bad Kissingen                          | Bad Kissingen                             |
| Unterfranken     | Bad Neustadt an der Saale | Bad Kissingen                          | Rhön-Grabfeld                             |
| Unterfranken     | Karlstadt                 | Aschaffenburg Lohr am Main Miltenberg  | Aschaffenburg                             |
| Unterfranken     | Karlstadt                 | Aschaffenburg Lohr am Main Miltenberg  | Aschaffenburg (Stadt)                     |
| Unterfranken     | Karlstadt                 | Aschaffenburg Lohr am Main Miltenberg  | Main-Spessart                             |
| Unterfranken     | Karlstadt                 | Aschaffenburg Lohr am Main Miltenberg  | Miltenberg                                |
| Unterfranken     | Schweinfurt               | Hofheim in Unterfranken                | Haßberge                                  |
| Unterfranken     | Schweinfurt               | Hofheim in Unterfranken                | Schweinfurt                               |
| Unterfranken     | Schweinfurt               | Hofheim in Unterfranken                | Schweinfurt (Stadt)                       |
| Unterfranken     | Kitzingen-Würzburg        |                                        | Kitzingen                                 |
| Unterfranken     | Kitzingen-Würzburg        | Würzburg                               |                                           |
| Unterfranken     | Kitzingen-Würzburg        | Würzburg (Stadt)                       |                                           |
| Schwaben         | Augsburg                  | Friedberg Biburg                       | Aichach-Friedberg                         |
| Schwaben         | Augsburg                  | Friedberg Biburg                       | Augsburg                                  |
| Schwaben         | Augsburg                  | Friedberg Biburg                       | Augsburg (Stadt)                          |
| Schwaben         | Kaufbeuren                | Füssen                                 | Kaufbeuren (Stadt)                        |
| Schwaben         | Kaufbeuren                | Füssen                                 | Ostallgäu                                 |
| Schwaben         | Kempten (Allgäu)          | Immenstadt im Allgäu                   | Kempten (Allgäu) (Stadt)                  |
| Schwaben         | Kempten (Allgäu)          | Immenstadt im Allgäu                   | Lindau (Bodensee)                         |
| Schwaben         | Kempten (Allgäu)          | Immenstadt im Allgäu                   | Oberallgäu                                |
| Schwaben         | Krumbach – Mindelheim     |                                        | Günzburg                                  |
| Schwaben         | Krumbach – Mindelheim     | Neu-Ulm                                |                                           |
| Schwaben         | Krumbach – Mindelheim     | Memmingen (Stadt)                      |                                           |
| Schwaben         | Krumbach – Mindelheim     | Unterallgäu                            |                                           |
| Schwaben         | Nördlingen – Wertingen    |                                        | Donau-Ries                                |
| Schwaben         | Nördlingen – Wertingen    | Dillingen an der Donau                 |                                           |